# Hallertor

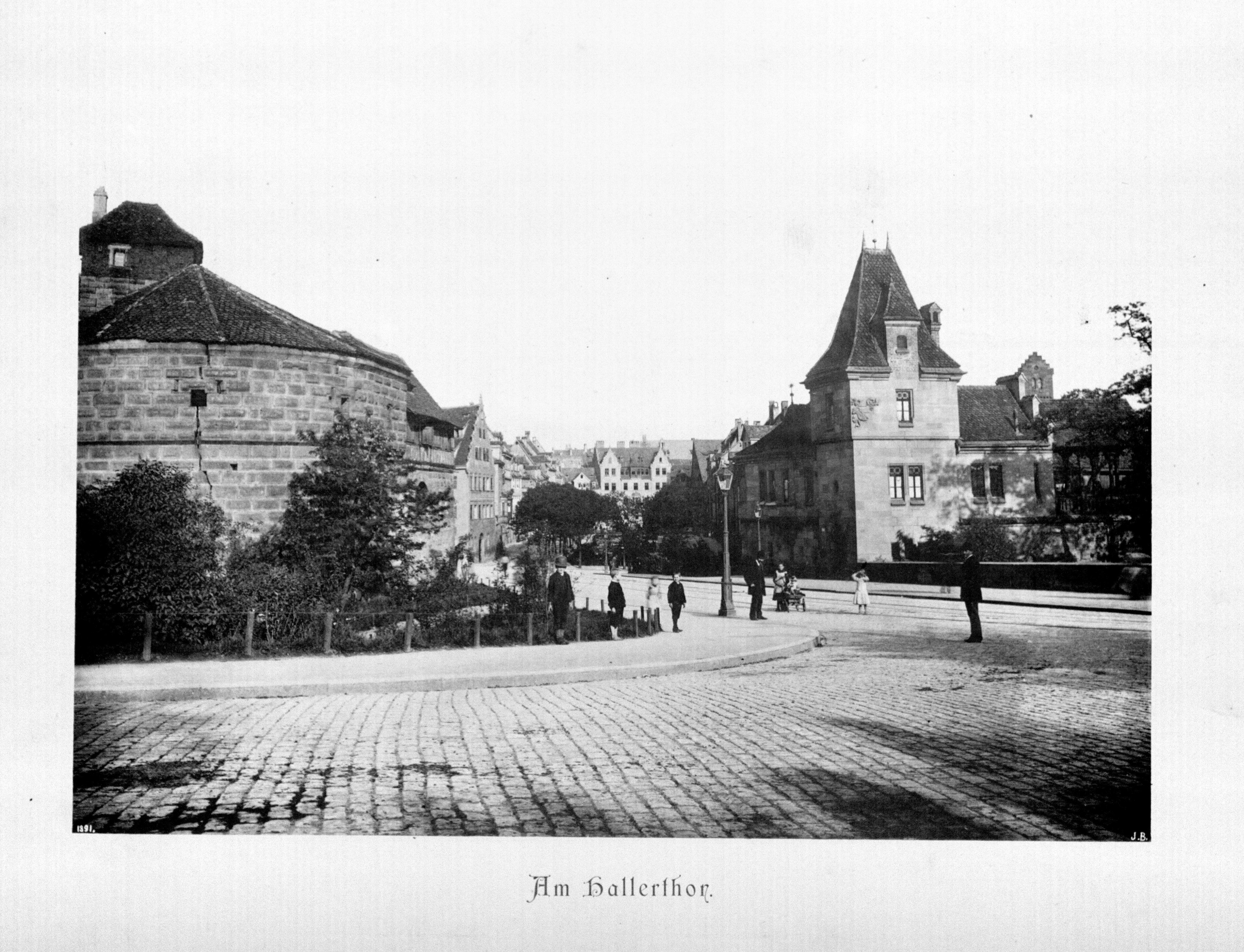
Das Hallertor, 1891

Das Hallertor ist ein Durchbruch in der Nürnberger Stadtmauer und verbindet den Maxplatz mit der Ringstraße um die Altstadt und ist nach dem seit 1400 bestehenden Hallertürlein benannt. 

## Geschichte
Das Hallertor entstand 1881/82, als für den anwachsenden Verkehr die Mauer durchbrochen und der Graben aufgeschüttet wurde. Im Gegensatz zu den früher im 19. Jahrhundert errichteten Stadttoren besaß es nie ein Torgebäude, weil es erst nach der Entfestigung Nürnbergs errichtet wurde. Trotzdem wird der Mauerdurchbruch bis heute als Tor bezeichnet.
Durch das Tor führte die am 13. November 1881 eröffnete Pferde-Straßenbahn-Linie vom Plärrer über die Hallertorbrücke zum Rathaus und zum Laufer Tor. Die Straßenbahnstrecke wurde 1898 elektrifiziert. Sie wurde am 2. Januar 1945 beim Luftangriff auf Nürnberg zerstört und nicht wieder aufgebaut. Die heutige Haltestelle Hallertor der Linien 4, 6 und 10 liegt in der Straßenmitte des Neutorgrabens.

## Umgebung
Der Straßenname „Am Hallertor“ bezeichnet heute die Lücke für die mehrspurige Straße in der Stadtmauer Richtung Osten bis zum Maxplatz; im Süden wird es vom Hallertürlein, im Norden von einem Stadtmauerturm („Grünes H“) begrenzt; weiter nach Norden kommen Neutormauer und Neutorzwinger.